# انسیناکربا
انسیناکربا (به اسپانیایی: Encinacorba) یک دهستان در اسپانیا است که در استان ساراگوسا واقع شده‌است. انسیناکربا ۳۶ کیلومتر مربع مساحت و ۲۹۴ نفر جمعیت دارد و ۷۶۲ متر بالاتر از سطح دریا واقع شده‌است.